# Saison 2024-2025 du Nîmes Olympique
 (juillet 2024).
La mise en forme du texte ne suit pas les recommandations de Wikipédia : il faut le « wikifier ».
Les points d'amélioration suivants sont les cas les plus fréquents. Le détail des points à revoir est peut-être précisé sur la page de discussion.
- Les titres sont pré-formatés par le logiciel. Ils ne sont ni en capitales, ni en gras.
- Le texte ne doit pas être écrit en capitales (les noms de famille non plus), ni en gras, ni en italique, ni en « petit »…
- Le gras n'est utilisé que pour surligner le titre de l'article dans l'introduction, une seule fois.
- L'italique est rarement utilisé : mots en langue étrangère, titres d'œuvres, noms de bateaux, etc.
- Les citations ne sont pas en italique mais en corps de texte normal. Elles sont entourées par des guillemets français : « et ».
- Les listes à puces sont à éviter, des paragraphes rédigés étant largement préférés. Les tableaux sont à réserver à la présentation de données structurées (résultats, etc.).
- Les appels de note de bas de page (petits chiffres en exposant, introduits par l'outil «  Source ») sont à placer entre la fin de phrase et le point final[comme ça].
- Les liens internes (vers d'autres articles de Wikipédia) sont à choisir avec parcimonie. Créez des liens vers des articles approfondissant le sujet. Les termes génériques sans rapport avec le sujet sont à éviter, ainsi que les répétitions de liens vers un même terme.
- Les liens externes sont à placer uniquement dans une section « Liens externes », à la fin de l'article. Ces liens sont à choisir avec parcimonie suivant les règles définies. Si un lien sert de source à l'article, son insertion dans le texte est à faire par les notes de bas de page.
- La présentation des références doit suivre les conventions bibliographiques. Il est recommandé d'utiliser les modèles {{Ouvrage}}, {{Chapitre}}, {{Article}}, {{Lien web}} et/ou {{Bibliographie}}. Le mode d'édition visuel peut mettre en forme automatiquement les références.
- Insérer une infobox (cadre d'informations à droite) n'est pas obligatoire pour parachever la mise en page.

Pour une aide détaillée, merci de consulter Aide:Wikification.
Si vous pensez que ces points ont été résolus, vous pouvez retirer ce bandeau et améliorer la mise en forme d'un autre article.
Chronologie
Saison précédente
La saison 2024-2025 du Nîmes Olympique est la onzième saison de l'histoire du club gardois en championnat de france de troisième division et la deuxième consécutive à ce niveau. Toujours dans l'attente de la Validation des Acquis de l'Expérience pour l'obtention du diplôme nécessaire pour entraîner en National, Adil Hermach est à la tête de l'équipe au début de la saison.

## Avant saison

### Objectif du club
Le président Rani Assaf ayant déclaré en juin 2023 vouloir « remonter en Ligue 2 d'ici à deux ans », l'objectif de la saison est donc la montée dans la division supérieure.

### Préparation d'avant-saison
Durant l'été 2024, huit matchs de préparation sont prévus
| Amical          | SC Toulon | 0 - 2   | Nîmes Olympique            |                                |                                |
| 16 juillet 2024 |           | (0 - 1) | El Hamri 31e · Laurens 48e | Stade de Bon Rencontre, Toulon | Stade de Bon Rencontre, Toulon |

| Amical                | Olympique de Marseille | 0 - 2   | Nîmes Olympique        |                                                                                         |                                                                                         |
| 21 juillet 2024 18h00 |                        | (0 - 1) | Camara 42e · Amara 48e | Centre d'entraînement Robert-Louis-Dreyfus, Marseille Diffuseur : Chaîne Twitch de l'OM | Centre d'entraînement Robert-Louis-Dreyfus, Marseille Diffuseur : Chaîne Twitch de l'OM |

| Amical                | Istres Football Club | 1 - 3   | Nîmes Olympique                                         |                                                  |                                                  |
| 24 juillet 2024 19h00 | Touré 3e             | (1 - 1) | Picouleau 40e · Thoumin 50e (pen.) · Laurens 58e (pen.) | Stade Gérard Moni, Redessan Arbitrage : M.Chamel | Stade Gérard Moni, Redessan Arbitrage : M.Chamel |

| Amical                | Aubagne Football Club       | 2 - 1   | Nîmes Olympique |                                                     |                                                     |
| 27 juillet 2024 19h00 | Sbaï 40e (csc) · Nsimba 56e | (1 - 0) | Laurens 81e     | Stade d'Honneur, Mallemort Arbitrage : M.Gaillouste | Stade d'Honneur, Mallemort Arbitrage : M.Gaillouste |

| Amical                | Racing Club Olympique Agathois       | 3 - 5   | Nîmes Olympique                                                                |                                                      |                                                      |
| 31 juillet 2024 18h30 | Mazgouti 8e · Sairafi 60e (pen.) 72e | (1 - 3) | Iafrate 7e · El Hamri 18e · Abdeljelil 23e · Khalid 54e (pen.) · Beneddine 84e | Stade d'Espeyran, Saint-Gilles Arbitrage : M.Lungeri | Stade d'Espeyran, Saint-Gilles Arbitrage : M.Lungeri |

| Amical      | FC Martigues | 1 - 0   | Nîmes Olympique |                            |                            |
| 3 août 2024 | Amraoui 45e  | (1 - 0) |                 | Stade d'Honneur, Mallemort | Stade d'Honneur, Mallemort |

| Amical            | Grenoble Foot 38                                | 4 - 1   | Nîmes Olympique |                 |                 |
| 7 août 2024 18h00 | Benet 5e · Joseph 37e · Sbaï 80e (csc) · Ba 88e | (2 - 1) | Ngakoutou 40e   | Saint-Marcellin | Saint-Marcellin |

| Amical            | Nîmes Olympique             | 2 - 0   | AS Cannes |                                                                                 |                                                                                 |
| 9 août 2024 18h00 | Abdeljelil 32e · Camara 34e | (2 - 0) |           | Stade des Antonins, Nîmes Spectateurs : huis clos Arbitrage : M.Robin Chapapria | Stade des Antonins, Nîmes Spectateurs : huis clos Arbitrage : M.Robin Chapapria |

Cette phase de préparation s'achève donc avec 5 victoires (N2, L1, N2, N3 et N2) et 3 défaites (N, L2 et L2), avec 16 buts marqués pour 11 encaissés.

## Mouvements de joueurs
Le mercato d'intersaison du club est, comme chaque année, le théâtre de départs et d'arrivées que voici:
Date de dernière mise à jour : 25 mars 2024

## Compétitions

### Championnat
La saison 2024-2025 de National est la trente-deuxième édition du Championnat de France de football de troisième division. Ce championnat oppose dix-huit clubs sur un format aller-retour (soit trente-quatre rencontres par équipe). Pour cette saison, les deux équipes les mieux classées à l'issue du championnat sont directement promues en Ligue 2, tandis que le troisième devra jouer un barrage aller-retour face au seizième de Ligue 2 2024-2025. Les deux équipes les moins bien classées seront reléguées en National 2.

### Classement final et statistiques
| Rang | Équipe                     | Pts | J  | G  | N  | P  | Bp | Bc | Diff |
| ---- | -------------------------- | --- | -- | -- | -- | -- | -- | -- | ---- |
| 11   | FC Sochaux-Montbéliard     | 38  | 31 | 8  | 14 | 9  | 29 | 29 | 0    |
| 12   | US Quevilly-Rouen R        | 37  | 31 | 10 | 7  | 14 | 30 | 41 | -11  |
| 13   | FC Versailles 78           | 36  | 31 | 8  | 12 | 11 | 41 | 42 | -1   |
| 14   | FC Villefranche-Beaujolais | 34  | 32 | 7  | 13 | 12 | 29 | 37 | -8   |
| 15   | Paris 13 Atletico P        | 32  | 31 | 6  | 14 | 11 | 30 | 37 | -7   |
| 16   | LB Châteauroux             | 32  | 31 | 8  | 8  | 15 | 39 | 61 | -22  |
| 17   | Nîmes Olympique            | 28  | 31 | 6  | 10 | 15 | 24 | 38 | -14  |

### Coupe de France
La coupe de France de football 2024-2025 est la 108e édition de la Coupe de France, une compétition à élimination directe mettant aux prises les clubs de football amateurs et professionnels à travers la France métropolitaine et les Départements et régions d'outre-mer.
Pour la seconde édition consécutive, le Nîmes Olympique entrera dans la compétition au 5e tour, en compagnie des autres équipes de National.
| 5e tour                      | SO Aimargues       | 1 - 4   | Nîmes Olympique                                             | Stade René-Dupont                                                                                   | |
| Samedi 12 octobre 2024 17h00 | Finelli 40e (pen.) | (1 - 1) | Khalid 38e (pen.) · Lemaangr 53e · Amara 75e · Bouaoune 81e | Spectateurs : 1 300 Arbitrage : M. Gaëtan Martin Arbitres assistants : M.Marius Pop M.Damien Donson | Spectateurs : 1 300 Arbitrage : M. Gaëtan Martin Arbitres assistants : M.Marius Pop M.Damien Donson |

| 6e tour                      | Stade beaucairois                      | 3 - 2   | Nîmes Olympique          | Stade Philibert-Schneider                                                              |                                                                                        |
| Samedi 26 octobre 2024 18h00 | Sadibou 21e · Bertil 52e · Bouraja 74e | (1 - 2) | El Hamri 9e · Paviot 15e | Arbitrage : M. Julien Daumas Arbitres assistants : M. Hamza Amhaouch M. Aymeric Gaches | Arbitrage : M. Julien Daumas Arbitres assistants : M. Hamza Amhaouch M. Aymeric Gaches |

### Matchs officiels de la saison
Le tableau ci-dessous retrace dans l'ordre chronologique les rencontres officielles jouées par le Nîmes Olympique durant la saison. Le club gardois a ainsi disputé trente-deux matchs de championnat et deux tours de Coupe de France. Les buteurs sont accompagnés d'une indication sur la minute de jeu où est marqué le but et, pour certaines réalisations, sur sa nature (penalty ou contre son camp).
| Compétition     | Débute au tour | Place ou tour final | Matches joués | Gagnés | Nuls | Perdus | Buts pour | Buts contre | Différence |
| National        | -              | 17e                 | 32            | 6      | 10   | 16     | 24        | 41          | -17        |
| Coupe de France | 5e Tour        | 6e Tour             | 2             | 1      | 0    | 1      | 6         | 4           | +2         |
| Total           | -              | -                   | 34            | 7      | 10   | 17     | 30        | 45          | -15        |

## Joueurs et encadrement technique

### Encadrement technique
Depuis avril 2024, l'équipe est entraînée par Adil Hermach. Ayant remplacé Frédéric Bompard au cours de la saison passé, il assure l'intérim jusqu'à la fin de la saison 2023-2024. Issu de l'équipe réserve et n'ayant pas les diplômes requis pour entraîner en National, le Nîmes Olympique dépose un dossier de demande de VAE (validation des acquis de l'expérience) à la FFF, qui le refuse une première fois au début du mois de juillet 2024 sur le motif d'un manque d'expérience. Hermach et le club assurent que la démarche sera retentée avant le début du championnat, avec l'espoir que les résultats des matchs de préparation pèsent dans la balance lorsque le dossier repassera devant le comité exécutif de la FFF.

### Joueurs en sélection nationale
Le 1er Septembre 2024, le gardien de but Simon Ngapandouetnbu, prêté à Nîmes par l'Olympique de Marseille, est sélectionné par l'équipe nationale du Cameroun afin de disputer deux matchs face à la Namibie et au Zimbabwe, comptant pour les qualifications de la prochaine Coupe d'Afrique des Nations.
| Nom                  | Éliminatoires CAN/CdM | Éliminatoires CAN/CdM | Éliminatoires CAN/CdM | Éliminatoires CAN/CdM | Matchs amicaux | Matchs amicaux | Matchs amicaux | Matchs amicaux | Total | Total       | Total  | Total        |
| Nom                  | MJ                    | But inscrit           | Averti                | Carton rouge          | MJ             | But inscrit    | Averti         | Carton rouge   | MJ    | But inscrit | Averti | Carton rouge |
| Simon Ngapandouetnbu | 0                     | 0                     | 0                     | 0                     | 0              | 0              | 0              | 0              | 0     | 0           | 0      | 0            |

## Aspects juridiques et économiques

### Structure juridique et organigramme
En 2024-2025, l'équipe professionnelle du club est gérée par la société Nîmes Olympique et possède le statut de société anonyme sportive professionnelle (SASP). Cette société est liée par convention à l'association loi de 1901 Nîmes Olympique Association qui gère les équipes U7 à U15 du club. Cette dernière, qui possède une part minoritaire du capital de la société, est dirigée par Yannick Liron depuis décembre 2017,.
Depuis 2021, la SASP est détenue à hauteur de 78 % par Rani Assaf. En avril 2014, il s'associe à Jean-Marc Conrad, initiateur d'une offre de rachat du club, et à Serge Kasparian, gérant d'un cercle de jeux parisien, pour devenir actionnaire minoritaire. Dans un premier temps, ces deux derniers sont propriétaires de la majorité des parts du club via une société par actions simplifiée (SAS) alors qu'Assaf, également par le biais d'une SAS, ne détient que 48,7 % des actions du NO.
Au cours de la saison 2014-2015, l'insolvabilité et les problèmes judiciaires des deux autres investisseurs obligent Assaf à sauver le club de la faillite. En juin 2015, et après avoir menacé de se retirer des négociations, il procède seul à une augmentation de capital de 2,5 M€ l'entraînant de facto actionnaire majoritaire du club. Un an plus tard, il accède à la présidence du Nîmes Olympique à la suite de la découverte d'un déficit qu'il juge conséquent.

### Équipementiers et sponsors
Depuis 2022, le club travaille avec Kipsta, marque française du groupe Decathlon, en tant qu'équipementier officiel du club. C'est le huitième équipementier connu par le NO après Le Coq Sportif, pionnier entre 1966 et 1974, Adidas, ABM, Viasport, Hummel, Erreà et Puma,.
Sponsor principal depuis 2020, Bastide Le Confort Médical continue son partenariat avec le club pour cette saison. Depuis 2021, une convention est établie avec un centre commercial limitrophe pour disposer des parkings lors des matchs au Stade des Antonins : cet accord se caractérise par un sponsoring sur les maillots de club par la mention Carré Sud.
Par ailleurs, la ville de Nîmes, la Communauté d'agglomération de Nîmes et le Conseil régional d'Occitanie sont les partenaires institutionnels du club pour cette saison.

## Aspects socio-économiques

### Affluence
Affluence du Nîmes Olympique à domicile

## Équipe réserve et équipes de jeunes

### Équipe réserve
L'équipe réserve du Nîmes Olympique sert de tremplin vers le groupe professionnel. Depuis avril 2024, elle est entrainée par Yannick Bileck à la suite de la nomination d'Adil Hermach à la tête de l'équipe première.
Après une troisième place dans la poule A du championnat de Régional 1 de la ligue d'Occitanie la saison dernière, elle se maintient et dispute la saison 2024-2025 dans le même championnat pour la troisième saison consécutive.